# 瀚海星云BBS
瀚海星云BBS是中国科学技术大学的官方BBS，也是中国教育网内较早开办的高校官方BBS之一，和中国高校最早自觉实行实名制的BBS之一。其名意取“承瀚海之辽阔，比星云之光华”。網站在2003年時，由中科大网络中心建立、管理和运行。
值得一提的是尽管早先瀚海星云通过加强自我审查的方式，避免步南京大学小百合BBS、北京大学一塌糊涂BBS或僵或死的后尘，但这种做法一直存在争议。并且在2012年11月的“十八大”期间和之后，瀚海星云BBS增强了自我审查的力度，如增加了身份显示，重新认证（实名），在站规中加强对校友帐号违规的处罚力度等等，并且原本显示在首页的“十大热门话题”栏目被隐藏，需要自己点击一次左侧边栏“今日十大”的链接才能看到。

## 站史

### 建站初期
1996年1月6日开站，首任站长是92级计算机系学生张焕杰。采用的是台湾中华工学院资讯工程系学生陈绍俊、郭耿言及蔡智强开发的Power BBS系统2.2版，此后科大学生朱朝阳、萧镇等对其做了很多修改，成为2.4a版。瀚海星云前任站长王蔚然同学也对代码做了很多修改。
1998年3月26日，迎来第3,000,000位使用者。8月1日，迎来第4,000,000位使用者。
2002年7月16日0时，瀚海星云实现了由PowerBBS到Firebird BBS的过渡。Telnet是他们认为比较便捷的方式, FireBird BBS系统稳定后又推出了可供Web浏览的版本，2006年以后随着新生对Telnet客户端的不熟悉和Web浏览功能的日益强大，使用Web方式访问瀚海星云BBS的用户越来愈多。

### 站务集体辞职与实名制时期
2012年12月2日，瀚海星云站务组下达了关于对BBS部分功能进行调整的公告，曰：“学校接上级有关部门通知，自即日起，本站将加强管理，并增加用户身份标签显示。由于技术方面因素，相关功能会在近期内完成。”同日，多名站长（副站长及技站）及所有站务总管，将自己的昵称修改为：请假中，请联系其他站务。
2013年4月2日，为贯彻上级有关校园网络安全管理的要求，加强本校BBS的管理，简化BBS注册流程，BBS上新增了用户身份数据库，依靠本校邮件服务器邮件地址关联BBS帐号身份信息。为了加强身份信息的有效性和一致性，要求BBS用户尽快对帐号进行身份重认证。4月10日未进行身份重认证的用户，将由程序自动更改为未注册用户。
6月24日 瀚海新云系统进入暂停登錄的状态，並顯示 BBS 故障说明。据某些知情人士透露，此举为关站前兆。6月28日站务组、技术组发表离任公告。6月29日站长jameszhang 发表瀚海星云站务组成员招募公告。該公告从一定程度上否定了关站的传言，并有网友对前任站务组提出了强烈的批评，表示此举大快人心。但同时也有网友表示再次表示，“瀚海已死”。

## 现状
- 站务集体辞职后，BBS陷入无人开发的局面，核心代码版本管理陷入瘫痪。2021年6月1日，科大学生自发建立起新BBS“南七茶馆[5]”意图替代老旧的瀚海星云BBS站。
- 目前瀚海星云BBS站已限制仅校园网内部访问，且瀚海星云处于只读状态。由于使用人数下降，BBS名存实亡。